# Árboles patrimoniales del Perú

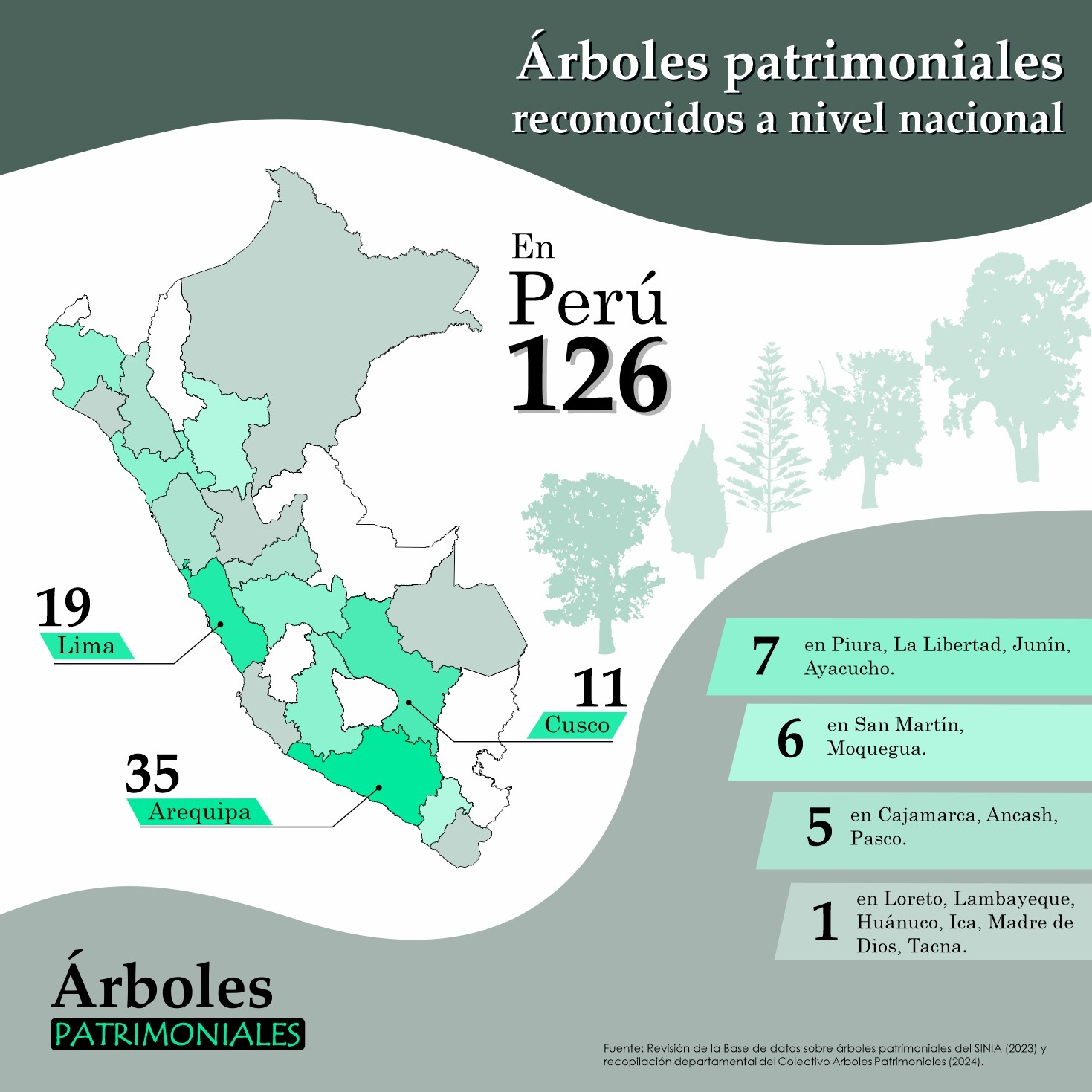
Infografía de árboles patrimoniales reconocidos en Perú al 2024

Los árboles patrimoniales del Perú son árboles que, debido a su longevidad, tamaño, servicios ecosistémicos, belleza, originalidad, vulnerabilidad, importancia cultural, religiosa, histórica, científica y educativa, son considerados excepcionales. La iniciativa de reconocimiento de árboles patrimoniales surgió en 2020, a partir de que el Servicio Nacional Forestal y de Fauna Silvestre (SERFOR) aprobó mediante Resolución de Dirección Ejecutiva n.° 0037-2020-MINAGRI-SERFOR-DE la «Guía de reconocimiento de árboles patrimoniales» y, con base en su aplicación, se reconocieron alrededor de 114 árboles patrimoniales a nivel nacional. Cada árbol tiene sus propias características diferenciándose por especie, edad, tamaño, formas, localización e historias asociadas. 

## Reconocimientos por departamento

### Ayacucho
En 2020, en el departamento de Ayacucho se reconocieron 05 árboles patrimoniales siendo todos ejemplares de Cedro y que se encuentran en la provincia de Víctor Fajardo, distribuidos entre en los distritos de Colca, Huancapi, Alcamenca, Sarhua y Vilcanchos.En 2022 se reconocieron 02 árboles patrimoniales: un Cedro y un Chullapati, que se encuentran ubicados en la provincia de Huamanga en el distrito de Ocros. 

### Huánuco
En 2022, en el departamento de Huánuco se reconoció un árbol patrimonial de Renaco, ubicado en el distrito de Rupa-Rupa en la provincia de Leoncio Prado.

### Junín
En la actualidad el departamento de Junín tiene 8 árboles patrimoniales reconocidos por los gobiernos locales. Así tenemos que en 2020 se reconoció un molle en el distrito de Apata, posteriormente en 2022 un quishuar en el distrito de Llocllapampa. Asimismo, en 2023 se reconocieron seis árboles más correspondientes a una guinda en el distrito de Tres de Diciembre, una guinda en el distrito de Masma Chicche, un níspero en el distrito de Matahuasi,dos molles en el distrito de Huancán y un molle en el distrito de Mito.

### Pasco
En 2022, en el departamento de Pasco se reconocieron 05 árboles patrimoniales; dos árboles de Diablo fuerte, una Requia negra, una Congonilla y un Matapalo rojo, todos los ejemplares ubicados en el distrito de Villa Rica en la provincia de Oxapampa.  Sin embargo, solo se tienen en pie 04 ejemplares, dado que el Matapalo rojo fue derribado por fuertes vientos. 

### San Martín
En 2023, en el departamento de San Martín se reconocieron 06 árboles patrimoniales: dos Renacos, dos Caobas, un Ojé, y una Lupuna, todos los ejemplares se encuentran ubicados en la provincia de Moyobamba. 